# アール・エフ・ラジオ日本川崎幸放送局

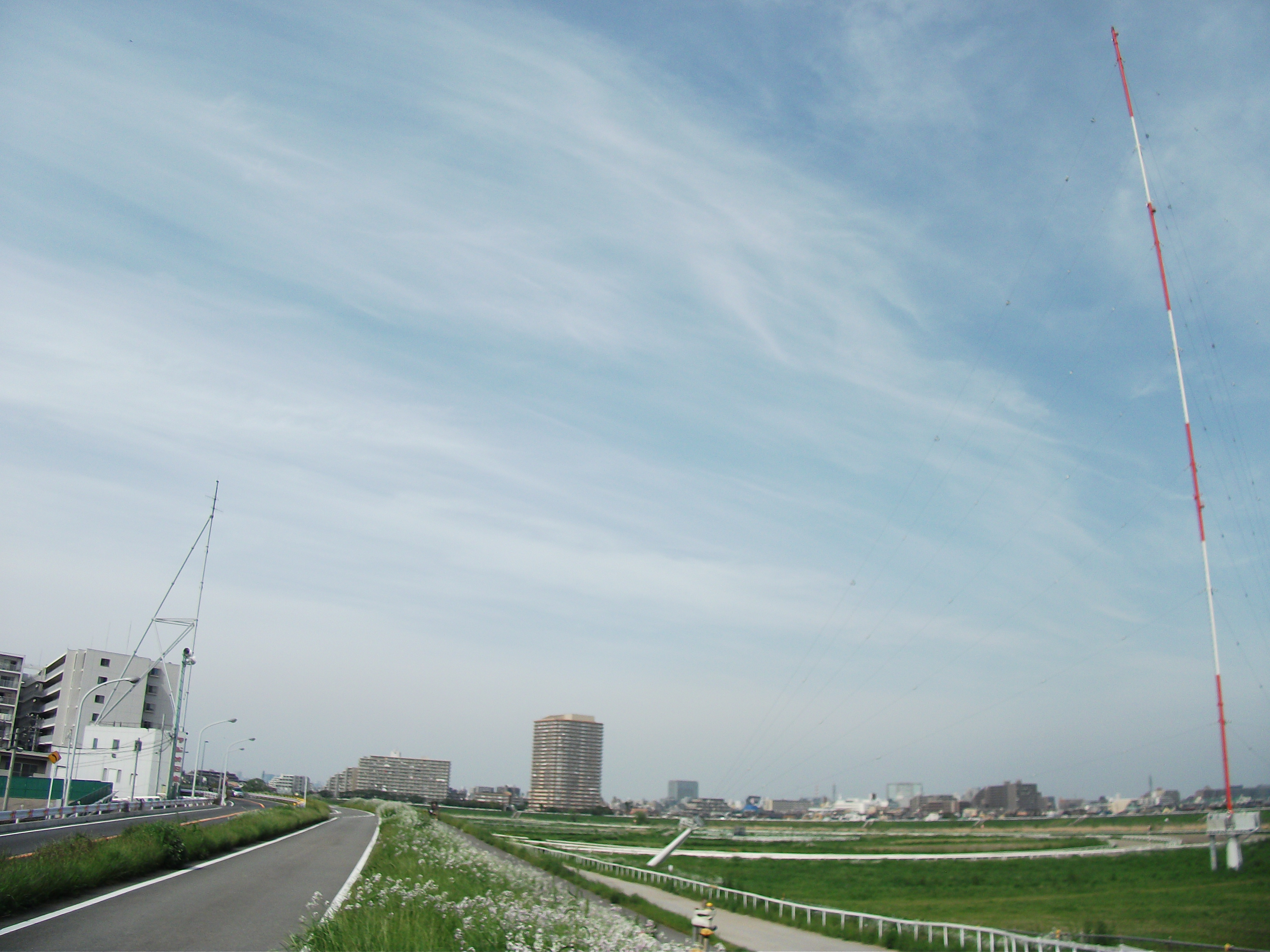
アール・エフ・ラジオ日本川崎幸放送局

アール・エフ・ラジオ日本川崎幸放送局（アールエフラジオにっぽんかわさきさいわいほうそうきょく）は、神奈川県川崎市幸区小向仲野町にあるアール・エフ・ラジオ日本の本社送信所（親局）である。

## 概要
- 同局では送信所・中継局を放送局と称するが、「川崎幸送信所」でも通る。
- 川崎市幸区の多摩川北岸土手に置局し空中線は多摩沿線道路を跨いだ向かい側、川崎競馬場の調教用の馬場の南隣の河川敷に架設されている。
- 国土交通省の公有地にあるため柵で被われた範囲が狭く、アンテナを直下から観察可能な点で珍しい送信所である。

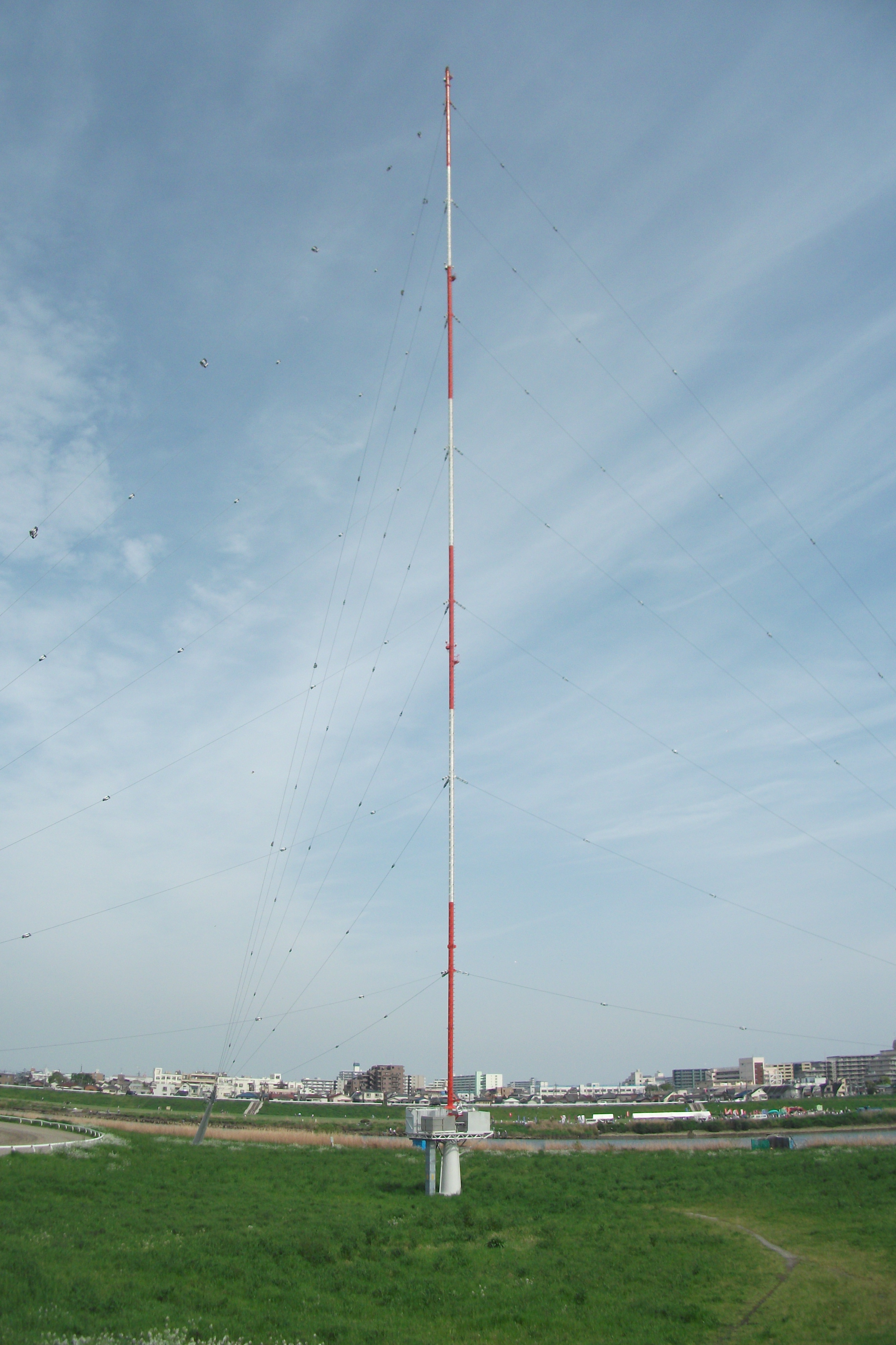
空中線
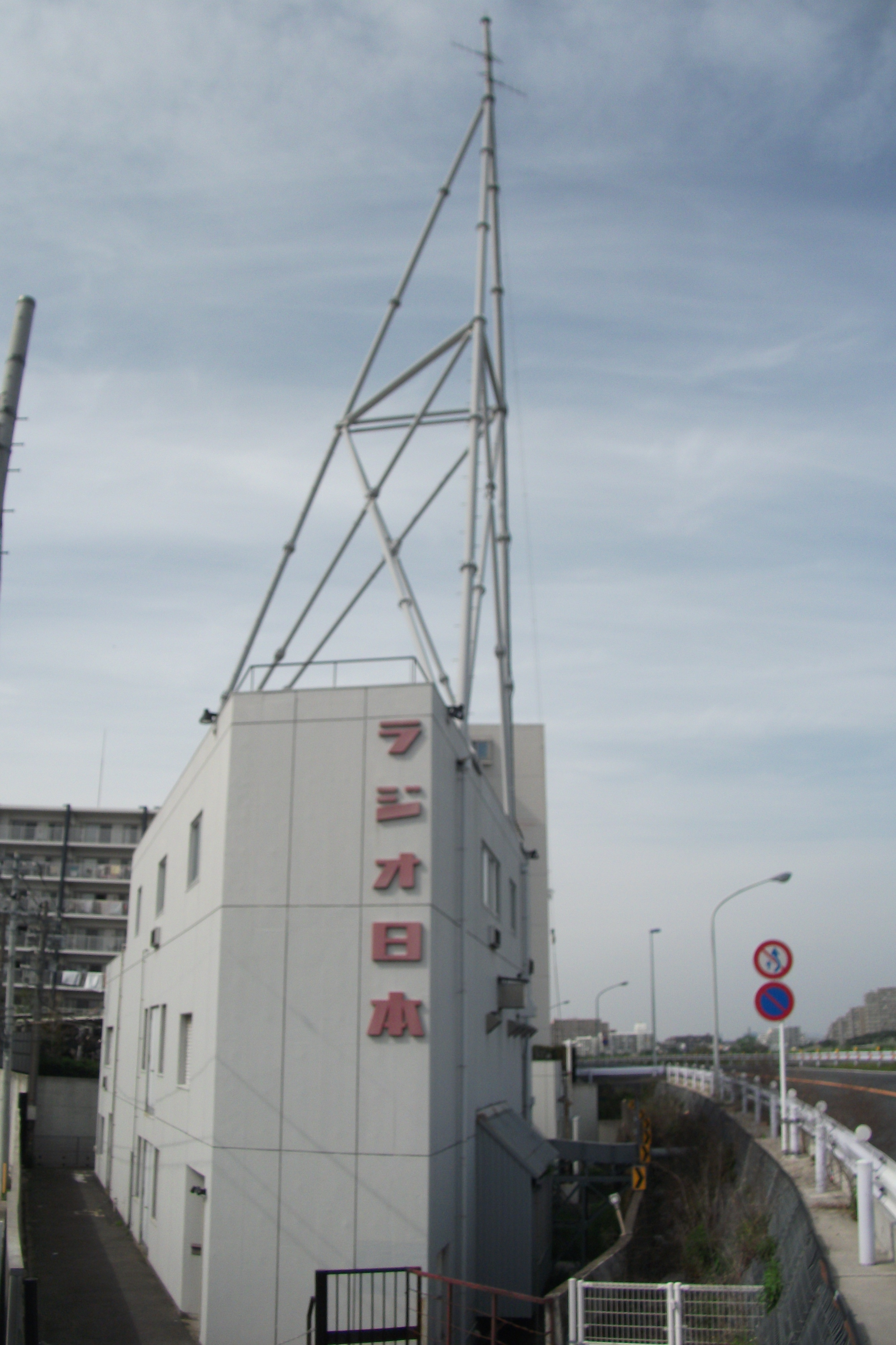
送信機建屋

## 送信所施設概要
| 放送局名                 | コールサイン | 周波数  | 空中線電力 | 放送対象地域 | 放送区域内世帯数 | 備考           |
| ------------------------ | ------------ | ------- | ---------- | ------------ | ---------------- | -------------- |
| アール・エフ・ラジオ日本 | JORF         | 1422kHz | 50kW       | 神奈川県     | -                | 下に詳述する。 |

### 送信空中線
- 111m支線式円管柱（電気興業製）、指向性用に一つの支線に整合函を取り付けている。
  - 指向性アンテナについて、日本では本局の様に支線を副導線（ダウンリード）として利用するダウンリード式が多い。この他に2本の塔（空中線）を建てて1つを給電、もう一方を無給電とする単給電方式（ラジオ関西（旧）岩屋送信所、熊本放送熊本放送所等）、それぞれに給電する双給電方式（ラジオ関西（現）東浦送信所）などがある。
  - 河川敷に設置されているため大雨時には基部が冠水する程で、接地抵抗は非常に低い。
  - 遠山景久（当時社長）が推進した1981年10月の増力50kW化と引き換えに、郵政省（現：総務省）の行政指導を受け指向性を更に強化させられた。越境受信者の多い東京方向の他、同一周波数を使用する新設局が予定されていた朝鮮半島方向にも実効放射電力（ERP）を下げさせられたが敷地形状の制約上支柱を新設することができず位相差給電する支線3本を傾斜したまま用いたため打ち上げ角が過大になり、10〜30kmの近距離に不感地帯が拡大。夜間にはフェージングが生じるなど増力に反して聴取難が激しくなり、営業面にも悪影響が及んだ。

### 送信機
- DX-50（Harris Corporation製）50kW デジタル変調方式
  - デジタル変調方式のため効率がよい（電力効率85%）、歪みの少ない高品質な放送波（95%変調時は0.3%以下、100%変調は0.5%以下の歪み率）、リニア増幅でないため145%変調までかけられる、メンテナンスが楽、発熱が少ないなど利点が多い。大きさも縦198cm×横305cm×奥84cm、重量1,700kgとコンパクトである。
  - 電源投入直後は定格出力の50%（25kW）で減力運用し、徐々に100%に増力してMOS FETやコンデンサなど電子部品に過度なストレスがかからないよう工夫してある。反対に電源断時には平滑コンデンサを自動調節しながら放電し、回路に余計な負担がかからないようにしている。完全固体化機でもコンデンサの寿命が送信機の保守上重要だからである。
  - 本機の購入には同局の技術者が代理店の三興インターナショナル（伊藤忠商事傘下の貿易商社で2002年清算）の担当者と共にアメリカまで直接交渉に出向き、採用を決めた。性能やサポート、アフターサービス、コストパフォーマンスの高さが決め手になった。
- 1994年にDX-50に更新する前は、直近に小向工場がある東芝製の終段管球式送信機を歴代使用していた。

### その他
- 放送伝送回線 KDDI（旧パワードコム）専用線（192kbps）、NTT専用線（3階主調整室～NTT長者町～NTT横浜山下～川崎放送所）
- 送信局舎 鉄筋コンクリート、五角形
- 非常用電源 自家発電装置250kVA（精電舎製）

## 主な放送事故
- 1991年11月2日 - 落雷が原因の停電で停波したが自家発電装置が自動起動せず、更に夕方の道路渋滞で技術部員の到着が遅れ2時間近く停波。自動車を用いず他の手段で現地に向かっていれば復旧所要時間は短縮できたと非難され、郵政省等の監督官庁から厳重注意処分を受ける。
- 1999年6月27日 - 『日曜競馬実況中継』放送中に、遠隔制御装置の故障で1時間半にわたって停波。担当者は社外の2000年問題対策研修会に全員出払っていたため、早急に対応できなかった。抗議が殺到し、郵政省等から再度厳重注意処分を受けた。